# Software de go

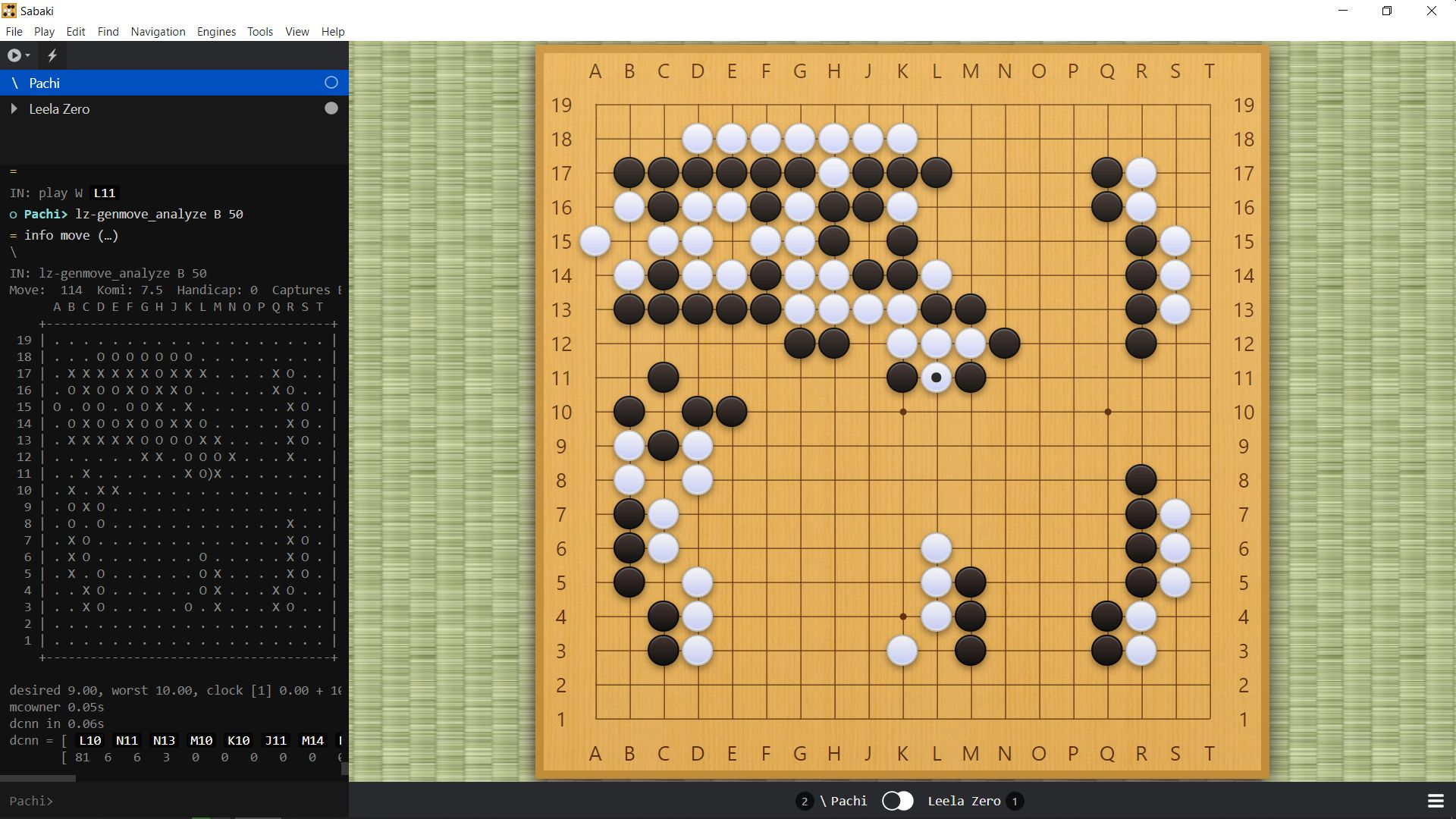
Pachi contra Leela Zero, jugando en la interfaz del programa Sabaki.

El software de go es todo el software diseñado para jugar, reproducir o almacenar partidas de go, así como jugar contra otros jugadores a través de servidores en Internet.

## Programas de go
Desde los años 60 se han escrito programas para jugar al go, y aunque existen aplicaciones que permiten jugar contra ellas en varios niveles de juego, solo desde 2016 con la llegada de AlphaGo se ha logrado desarrollar software capaz de vencer a los mejores jugadores profesionales del mundo en igualdad de condiciones y en la modalidad más compleja del go, en tablero de 19x19 puntos.

## Grabación
Aunque existen varios formatos de archivo que se utilizan para almacenar registros de partidas, el más popular es el Smart Game Format (SGF). Los programas utilizados para editar los registros del juego permiten al usuario registrar no solo los movimientos, sino también variantes, comentarios y más información sobre el juego.

## Bases de datos
Se pueden crear bases de datos electrónicas para posiciones específicas de vida y muerte, estudio de josekis, fusekis y partidas de un jugador en particular. Los programas disponibles brindan a los jugadores opciones de búsqueda de patrones, lo que le permite al jugador buscar posiciones en partidas de alto nivel en los que ocurren situaciones similares. Dicho software generalmente enumerará continuaciones habituales así como estadísticas sobre la proporción de victorias/derrotas en situaciones de apertura.

## Clientes y servidores de Internet
Muchos servidores de go en Internet permiten competir contra jugadores de todo el mundo. Estos servidores también permiten un fácil acceso a la enseñanza profesional, siendo posible tanto los juegos de enseñanza como la revisión interactiva de juegos.
El primer servidor Go que comenzó a funcionar es Internet Go Server (IGS), que comenzó a funcionar en 1992 y sigue activo en la actualidad. Siguieron varios otros servidores, todos con la misma arquitectura básica servidor-cliente. ichos servidores requerían que los jugadores descargaran un programa cliente, por lo que muchos de estos programas se desarrollaron para una amplia gama de plataformas. Alrededor del año 2000, Kiseido Publishing inició Kiseido Go Server (KGS), que permitía jugar sin descargar un cliente utilizando un subprograma Java en el navegador web. Este servidor rápidamente se hizo popular y todavía lo es hoy. IGS y KGS en 2007 eran los servidores de go en tiempo real más populares para la audiencia de habla inglesa. Online Go Server (OGS) y Dragon Go Server (DGS) eran a partir de 2011 los servidores go por turnos más populares.

### Interfaces de usuario
Estos programas proporcionan interfaces gráficas en una variedad de plataformas, realizando varias combinaciones de los servicios enumerados anteriormente.
- CGoban - Linux / Unix
- Drago - Windows
- gGo - basada en Java
- glGo - Linux / Windows; prototipo de tablero 3D
- Goban - Mac OS X
- GoGui - basada en Java
- GridMaster - Android
- Jago Archivado el 13 de marzo de 2021 en Wayback Machine. - basada en Java
- qGo - Linux / Windows / Mac OS X; también es cliente de IGS
- Quarry - Linux, basado en GTK+
- Ruby Go - Linux, Unix, Windows, basado en GTK+
- Monkeyjump - Linux, basado en Python/SDL
- Go Game Online Viewer
- Sabaki, interfaz multiplataforma para reproducir y editar partidas

- Datos: Q3257925